# Schloss Jánský Vrch

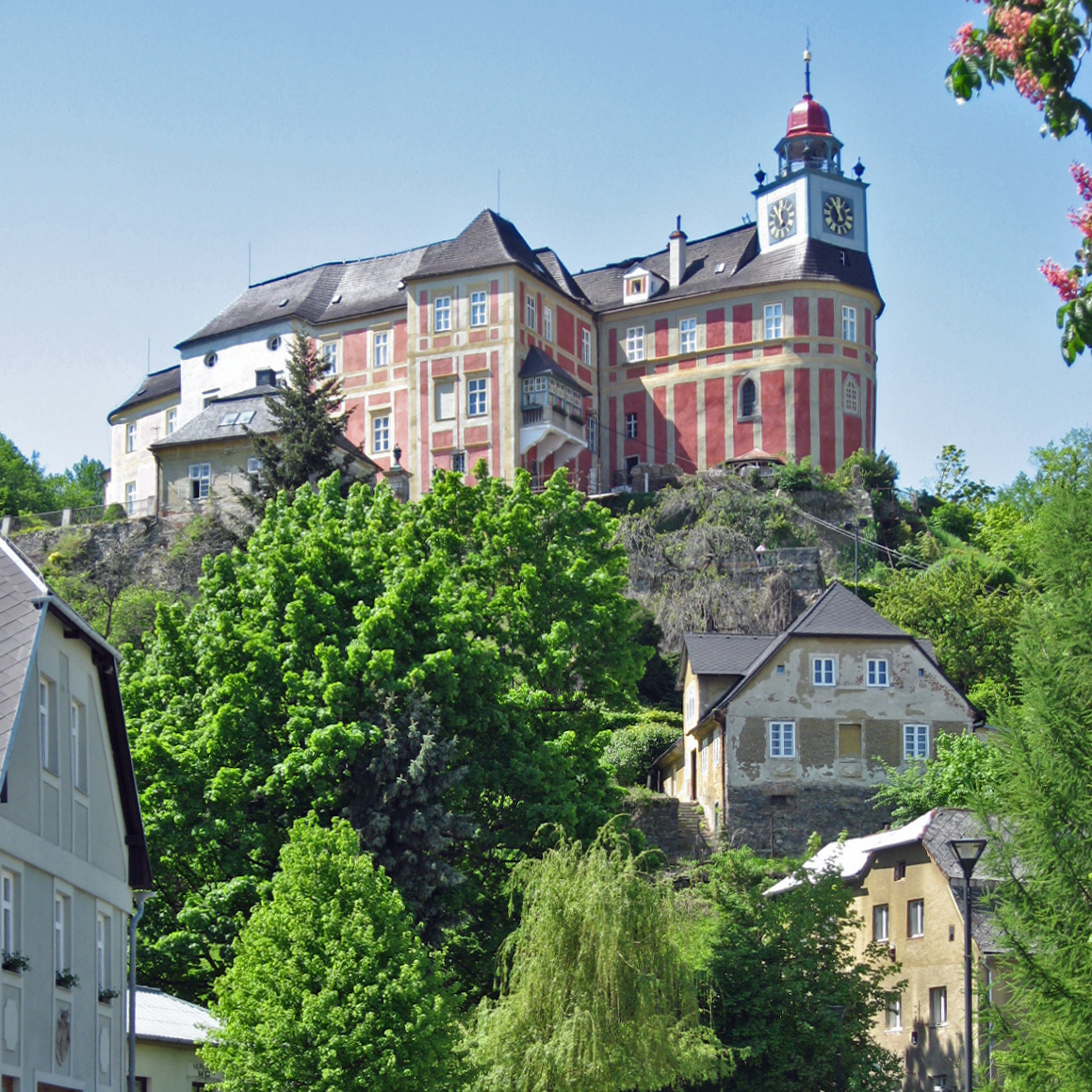
Schloss Johannesberg 2008

Das Schloss Jánský Vrch (deutsch Schloss Johannesberg, auch Johannisberg) in Javorník (deutsch Jauernig) war bis 1945 die Sommerresidenz der Breslauer Bischöfe. Es ist das einzige der Öffentlichkeit zugängliche Denkmalobjekt im Okres Jeseník in Tschechien.

## Geschichte

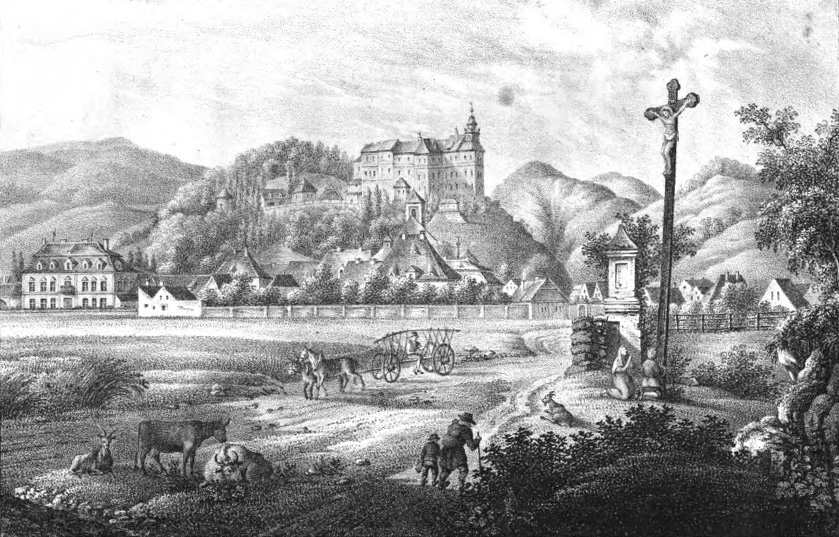
Ansicht mit Schloss Johannesberg um etwa 1825

Die ursprüngliche Burg wurde in der zweiten Hälfte des 13. Jahrhunderts an einem strategisch wichtigen Punkt oberhalb von Jauernig (Javorník) erbaut. Die erste schriftliche Erwähnung stammt aus dem Jahr 1307, als Herzog Bolko I.  von Schweidnitz als Besitzer erwähnt wurde. 1348 wurde die Burg durch Bolko II. von Schweidnitz an den Breslauer Bischof Preczlaw von Pogarell verkauft und damit Bestandteil des bischöflichen Fürstentums Neisse.
1428 wurde die Burg durch die Hussiten stark beschädigt und erobert. Bischof Konrad von Oels kaufte sie 1432 gegen eine hohe Summe wieder zurück. Weitere Zerstörungen entstanden durch den Abriss des Verteidigungssystems, womit der Bischof verhindern wollte, dass die Burg erneut erobert und zum Sitz feindlicher Kräfte werden könnte.
Unter Bischof Johann IV. Roth begann der Umbau der Burg zu einem Renaissanceschloss. Den Namen Johannesberg (Jánský Vrch) erhielt es jedoch von dem Nachfolger, Bischof Johannes V. Thurzo, der den Umbau vollendete und dies auf zwei in der Werkstatt von Francesco Fiorentino in Kremsier gefertigten Steintafeln in der Schlossmauer dokumentierte. Zu Thurzos Zeiten wurde das Schloss zu einem Treffpunkt von Künstlern und Gelehrten, zu denen auch der Domherr von Thorn, Nikolaus Kopernikus gehörte.
Den Dreißigjährigen Krieg überstand das Schloss unbeschädigt. Über den Tod des in der zweiten Hälfte des 17. Jahrhunderts hier ansässigen berüchtigten Schlosshauptmanns Johann Tümling rankt sich die Sage, dass es der Teufel selber gewesen sein soll, der Tümling gegen die Schlossmauer geworfen habe.
Der Umbau zu einem Barockschloss begann unter dem Bischof Philipp Gotthard von Schaffgotsch, der nach seiner Flucht 1766 aus der preußischen Gefangenschaft bis zu seinem Tode auf dem Schloss lebte, das zur damaligen Zeit eine Begegnungsstätte für Künstler aus dem ganzen Kaiserreich war. 1766 ernannte Schaffgotsch den Komponisten, Violinisten und Dirigenten Carl Ditters von Dittersdorf zu seinem Schlosskapellmeister. Während seines dreißigjährigen Aufenthalts komponierte Ditters vierzig seiner komischen Opern.
Der Nachfolger Schaffgotschs, Fürstbischof Joseph Christian Franz zu Hohenlohe-Waldenburg-Bartenstein, vollendete Johannesberg zu seiner heutigen Gestalt und ließ auch einen Ziergarten und einen Landschaftspark anlegen.
Kardinal Melchior von Diepenbrock war ein Dichter der süddeutschen Romantik. Zu Zeiten des Erzbischofs Heinrich Förster lebte und dichtete hier von 1856 bis 1857 Eichendorff, einer der bedeutendsten Vertreter der Romantik. Als Sohn des Schlosshauptmanns war der Dichter Zedlitz häufig Gast auf Johannesberg.

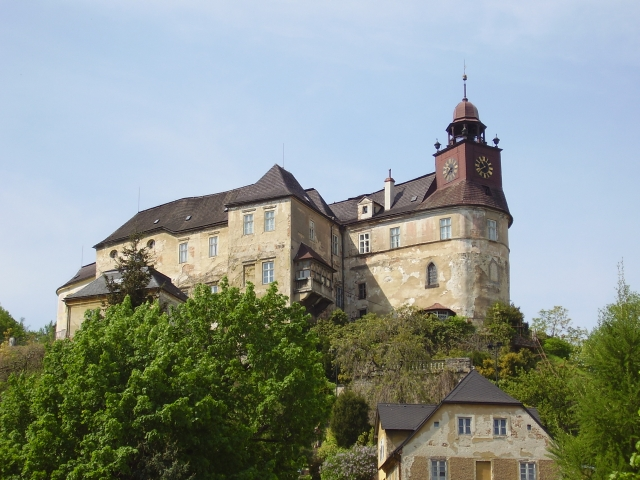
Schloss Johannesberg 2006

Von 1881 bis 1883 war der Schriftsteller und Redakteur der Frankenstein-Münsterberger Zeitung Friedrich Wilhelm Helle Gast des Fürstbischofs auf Schloss Johannesberg, nachdem der streitbare Katholik Preußen auf Grund einer anhängigen Anklage wegen „Beleidigung des Protestantismus und Altkatholizismus“ verlassen hatte. Der Bischof förderte die Arbeit an seinem Hauptwerk Jesus Messias jährlich mit 1500 Gulden.
Letzte Bewohner und Verwalter des Schlosses waren die Kardinäle Georg von Kopp und Adolf Bertram, der nach der Evakuierung Breslaus bis zu seinem Tode am 6. Juli 1945 im Schloss lebte und dessen Gebeine nach der politischen Wende von 1989 in den Breslauer Dom umgebettet wurden.
Im Jahre 1948 erfolgte die Konfiszierung des Besitzes der Domänengüter des Bistums Breslau, deren Direktion Freiwaldau genau 200 Jahre ihren Sitz auf Schloss Johannesberg hatte.

## Museum
Viele Räume des Schlosses weisen historische Bemalungen und Tapeten auf.
Als besonders wertvoll gelten die spätgotischen Plastiken der heiligen Barbara, der heiligen Helena und der Jungfrau Maria aus dem Jahre 1491.
Der Altar der Schlosskapelle ist ein Werk niederländischer Meister vom Beginn des 17. Jahrhunderts.
Das Schloss verfügt über eine umfangreiche Sammlung von Gemälden, Musikinstrumenten und anderen Kunstgegenständen aus dem Besitz der Breslauer Bischöfe.
Kernstück des Museums ist eine einmalige Sammlung von circa 2000 Tabakspfeifen, in der sich besonders kunstvolle Objekte aus Porzellan und Sepiolith (Meerschaum) befinden. Sie ist die größte Sammlung ihrer Art in Mitteleuropa.